# Dziertnica
Dziertnica (biał. Дзертніца, Dziertnica; ros. Дертница, Diertnica) – wieś na Białorusi, w obwodzie grodzieńskim w rejonie grodzieńskim, w sielsowiecie Porzecze.

## Historia
W XIX wieku w granicach Imperium Rosyjskiego, w guberni grodzieńskiej. W latach 1921–1939 ówczesny zaścianek leżał w Polsce, w województwie białostockim, w powiecie grodzieńskim, w gminie Porzecze.
Według Powszechnego Spisu Ludności z 1921 roku zamieszkiwało tu 101 osób, 71 było wyznania rzymskokatolickiego a 30 prawosławnego. Wszyscy mieszkańcy  zadeklarowali polską przynależność narodową. Było tu 17 budynków mieszkalnych.
Miejscowość należała do parafii prawosławnej w m. Porzecze i rzymskokatolickiej w Nowej Rudzie. Podlegała pod Sąd Grodzki w Druskiennikach i Okręgowy w Grodnie; właściwy urząd pocztowy mieścił się w Porzeczu.
W wyniku napaści ZSRR na Polskę we wrześniu 1939 miejscowość znalazła się pod okupacją radziecką. 2 listopada została włączona do Białoruskiej SRR. 4 grudnia 1939 włączona do nowo utworzonego obwodu białostockiego. Od czerwca 1941 roku pod okupacją niemiecką. 22 lipca 1941 r. włączona w skład okręgu białostockiego III Rzeszy. W 1944 miejscowość została ponownie zajęta przez wojska radzieckie i włączona do obwodu grodzieńskiego Białoruskiej SRR.